# 廖家村镇
廖家村镇，是中华人民共和国湖南省张家界市桑植县下辖的一个乡镇级行政单位。

## 行政区划
廖家村镇下辖以下地区：
廖家村社区、苗寨社区、莫家塔村、冲王溪村、二户田村、斋公塔村、咱家村、老庄坡村、妖气洞村、丰岩村和猫子溪村。